# トロープス
トロープス (羅 tropus)とは、中世後期のカトリック教会においてグレゴリオ聖歌の整備と共に広まった、ミサ曲のキリエ等の歌詞に平行または挿入して付加された補足説明的な歌詞を持つ部分を言う。

## 概要
ミサで歌われるキリエの歌詞は非常に単純で短いため、特に"kyrie"と"eleison"の間で1つの音節に対して多数の音符を与え母音を長く引き延ばすメリスマを多用する歌い方がされる。カロリング朝フランク王国の下でグレゴリオ聖歌が整備されるにつれ、この長く引き延ばされた部分に平行あるいは挿入する形で、説明的な歌詞（多くは作詞されたもの）とその歌詞に合わせた細かな抑揚が付加されるようになった。この部分をトロープスと言う。その後メリスマの強い他の聖歌に対しても同様な付加が多く行われた。また拡大した解釈では、歌詞ではなく既存のメリスマに新しいメリスマの曲を付加した音楽の部分を指すこともある。後にキリエよりも元々ミサに対する紹介的な性格を持つイントロイトゥス（入祭唱）に於いてトロープスが非常に拡大し、寸劇を加えて典礼劇にまで発展した。
また発生したと思われる時期に、早くも平行したトロープスに元の旋律から完全五度ないし完全四度離れた音を割り当てて多声化する事も行われ（オルガヌム）、セクエンツィアと共に多声音楽への実験場的な役割も果たした。最古のオルガヌム写本として1050年頃の「ウィンチェスター・トロープス集」（Winchester Troper）が知られている。
中世フランスでは、ミサの終了のイテ・ミサ・エスト(Ite missa est)の代わりにベネディカムス・ドミノ(Benedicams Domino)が良く歌われた事が知られているが、これも同様にメリスマ的であったため多くのトロープスが作られた。サン・マルシャル写本等に特徴的なこれをベネディカムス・ドミノ・トロープスと言って、他のものと区別する事がある。
アレルヤ唱から派生したセクエンツィアは、このトロープス状のものが拡大して独立した曲となったものと捉える事ができる。こちらの場合はトロープスとは言わず、その散文詩形式からプローザという言い方がされる。
セクエンツィアと同様にトリエント公会議に於いて、既に聖歌として独立していたアヴェ・ヴェルム・コルプスを除いて全て禁止された。